# Traités théologiques de Jean VI Cantacuzène
Les Traités théologiques de Jean VI Cantacuzène est un manuscrit enluminé byzantin recueillant un ensemble de textes théologiques écrits par l'empereur Jean VI Cantacuzène et recueillis vers 1370-1375 à Constantinople. C'est un témoignage exceptionnel de l'art de l'enluminure byzantine sous le règne de la dynastie des Paléologues. Il est actuellement conservé à la Bibliothèque nationale de France (Grec 1242).

## Historique du manuscrit
Le manuscrit contient dans deux notes marginales du manuscrit les dates de novembre 1370 (f.179) permettant de dater la première partie du manuscrit entre 1368-1369 et 1370, et celle de février 1375 permettant de dater la fin de la seconde partie du manuscrit. Le texte a été copié à Constantinople alors que l'empereur Jean VI Cantacuzène a abdiqué pour devenir moine.
Le manuscrit est rapidement transféré au monastère Sainte-Anastasie en Chalcidique, près de Thessalonique et du Mont Athos. L'abbé François Sevin, adjoint au gardien des manuscrits du roi de France, effectue une mission en Orient en 1728-1729, et rapporte de son séjour 544 manuscrits dont 125 grecs dont le manuscrit de Jean VI Cantacuzène qui aurait appartenu à un proche du métropolite de Thessalonique,. 

## Description
Le manuscrit contient 4 traités théologiques écrit par l'empereur : dans une première partie (f.1-119v), deux textes défendant la doctrine palamite ou Hésychasme :
- Traité contre Isaac Argyre
- Correspondance envoyée au légat papal et patriarche latin de Constantinople, Paul

Dans une deuxième partie, deux textes affrontant et critiquant les fondements de deux autres religions :
- Quatre apologies et quatre oraisons contre l’Islam (f.120-292)
- Traité contre les juifs (f.293-436)

## Iconographie

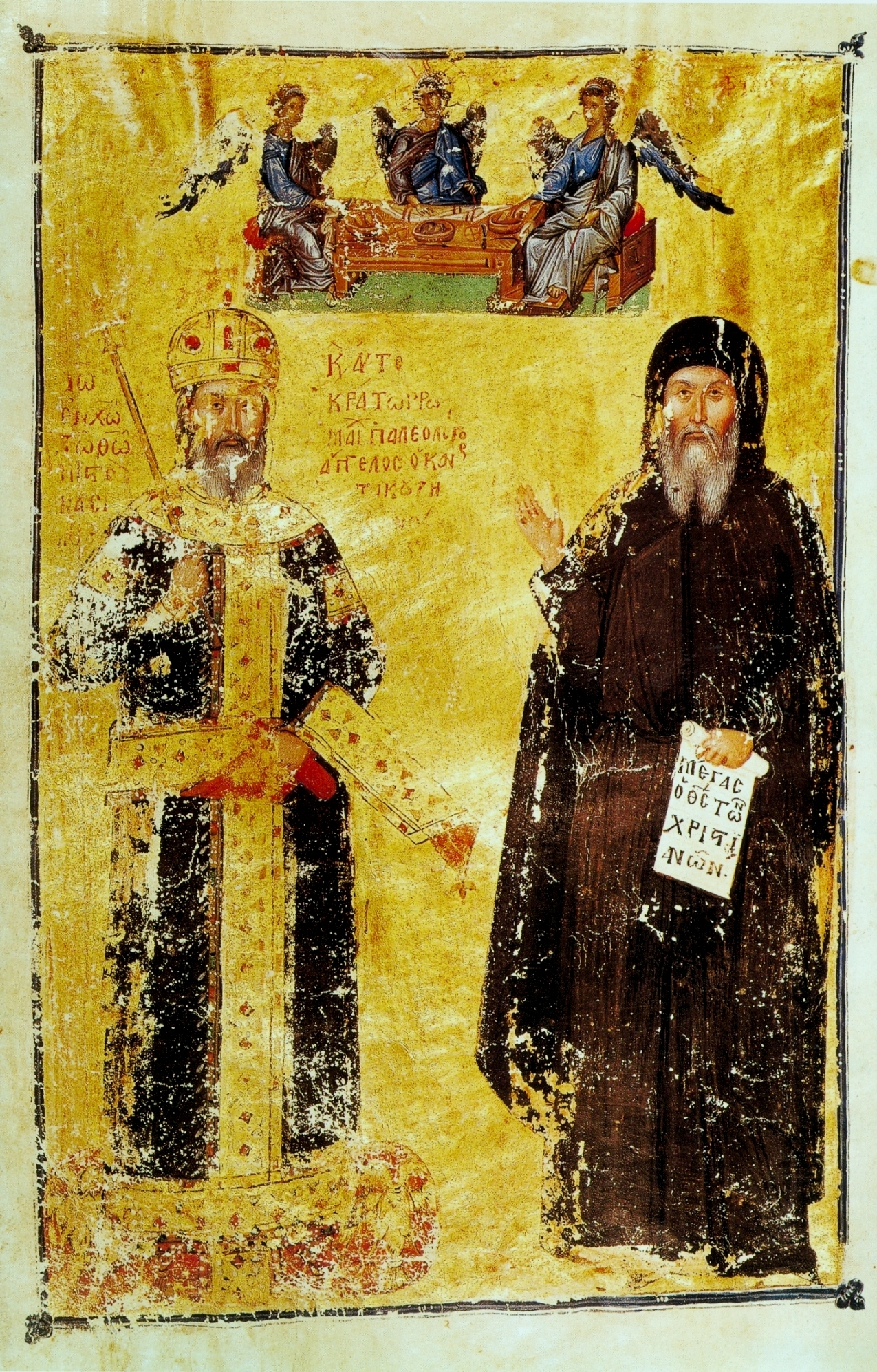
Double portrait de Jean VI Cantacuzène en empereur et en moine, f.123v

Le manuscrit contient 4 miniatures :
- le synode de 1351 représentant l'assemblée présidée par l'empereur (f.5v)
- la transfiguration (f.92v)
- le portrait de Grégoire de Nazianze (f.93r)
- le double portrait de Jean VI Cantacuzène, en empereur et en moine (f.123v)